# C'est qui Sam ?
Pour les articles homonymes, voir Sam.

Le symbole de la campagne est un visage souriant, éveillé et vigilant, comme en témoigne ses yeux grands ouvert et attentifs sur son environnement.

C'est qui Sam ? (ou Ckisam ?) est une campagne française contre l'alcool au volant, ciblant les jeunes conducteurs avec le slogan « celui qui conduit, c'est celui qui ne boit pas ». Par extension, Sam désigne en France alors un capitaine de soirée ou conducteur désigné qui s'abstient de consommer de l’alcool et qui va être le conducteur qui ramènera son groupe d'amis.
Le principe consiste dans une soirée festive où de l'alcool est consommé à désigner à l'avance la personne qui conduit. La personne désignée responsable — dite Sam — se charge de ne pas boire pour pouvoir reconduire les amis en fin de soirée.

## Historique et sens du nom
En 1995 en Belgique, l'ancien Institut belge pour la sécurité routière (IBSR) et une confédération de brasseurs se sont associés pour donner naissance au personnage fictif de Bob, qui vient du surnom donné à Robert Madrenas, fondateur de l’agence de publicité Magnésium qui lance la campagne Bob. Le concept a ensuite été repris avec le prénom Raoul au Luxembourg, puis dans d'autres pays dont la France, la Suisse (l'Ange), les Pays-Bas (Bob jij of Bob ik?) ou l'Allemagne.  
En France, la campagne a été lancée pour les fêtes de fin d'année 2005. Sam, personnage affublé d'une grosse tête, mais resté sobre, ramène ses amis vivants en voiture.
SAM est souvent cité comme étant l'acronyme de « Sans Accident Mortel ». Mais selon Emmanuel Barbe, Délégué interministériel à la sécurité routière ce ne sont pas les raisons du choix de ce prénom : « si les agences de créatifs ont choisi Sam, c’est pour son côté unisexe, car le diminutif peut être aussi bien associé à Samuel qu’à Samantha » et que « cela peut aussi faire penser à "ça m’dit" ou "ça m’va" » tout autant que "Samedi" en référence aux soirs de sorties et au bon Samaritain, selon Pierre Nabhan le créatif à l'origine du nom. 
De cette campagne découlent de nombreuses expressions populaires : « Tu payes ton SAM Alex ? », « Tu fais SAM ce soir ? ». Cela marque une démocratisation de la sensibilisation des jeunes face à l'alcool au volant.